# The Upside of Anger
The Upside of Anger (br: A outra face da raiva – pt: O lado bom da fúria) é um filme norte-americano de 2005, escrito e dirigido por Mike Binder e ambientada em  Bloomfield Hills, Michigan. É estrelado por Joan Allen, Kevin Costner e Evan Rachel Wood. 

## Sinopse
A cena de abertura apresenta Terry e suas filhas, com Denny, assistindo a um funeral.
Cerca de três anos antes, um flashback revela, Terry havia dito a suas filhas que ela pensou que seu pai, Grey, havia deixado a família para ficar com sua ex-secretária na Suécia. Depois de compartilhar a notícia com vizinho Denny, um jogador de beisebol aposentado que tem um talkshow numa rádio e companheiro alcoólatra, Terry cresce progressivamente perto do homem, com quem ela finalmente começa um relacionamento íntimo.
Para ajudar onde ele pode, Denny ajuda Andy, uma das filhas de Terry, para se tornar um assistente de produção na estação de rádio onde ele trabalha, onde ela se encontra e começa um relacionamento com Shep, produtor de Denny, um caráter questionável em seus 40 anos . Enquanto isso, Popeye, que está participando de um colégio particular, encontra-se atraída por uma colega de classe, cuja atenção ela não consegue pegar até mesmo depois de declarar claramente seu interesse para ele (o colega pretende ser gay).
Desejos originais de Emily para freqüentar uma escola de artes cênicas para estudar dança são substituídos pelo pedido de sua mãe que ela prosseguir os estudos universitários, que ela começa na Universidade de Michigan em Ann Arbor. Hadley, por sua vez , comunica imediatamente após sua formatura que ela está noiva de seu namorado de três anos, e grávida.
Quando o jovem Popeye pede a Denny quais suas intenções de longo prazo são a respeito de seu relacionamento com sua mãe , Denny resolve abordar o assunto com Terry, só para ser confrontado pela raiva e acusações de que ele está tentando empurrá-la em um casamento para o qual ela se sente despreparado . Cansado da sempre alteração de humor de Terry, Denny fica fora de sua casa, a separação é apenas temporária , porém, como os dois conciliar um pouco mais tarde .
Quando um negócio imobiliário que envolve tanto Denny e Terry finalmente atravessa, a construção começa nos arredores de suas casas e , quando um trabalhador descobre acidentalmente um poço , o corpo de Grey Wolfmeyer for encontrado, revelando no fato de que ele nunca havia abandonado sua família. Em vez disso, ele tinha caído acidentalmente no poço e se afogou.
Como a história retorna à cena inicial, os Wolfmeyers e Denny, agora parte da família, deixam funeral de Grey para revelar que Terry, enquanto triste e de luto, está chegando a um acordo com suas próprias escolhas e da vida de suas filhas e, finalmente, encontrar alguma paz interior.

## Elenco
- Joan Allen .... Terry Wolfmeyer
- Kevin Costner .... Dennys Daviesm, o namorado de Terry.
- Alicia Witt .... Hadley Wolfmeyer, a filha mais velha de Terry.
- Keri Russell .... Emily Wolfmeyer, segunda filha de Terry.
- Erika Christensen .... Andy Wolfmeyer, a terceira filha de Terry.
- Evan Rachel Wood .... Lavender Wolfmeyer ("Popeye"), a filha mais nova de Terry.
- Mike Binder .... Adam Goodman ("Shep"), produtor.
- Tom Harper .... David Jr.
- Sarah Coomes .... Anna Holstein
- Dane Christensen .... Gorden Reiner
- Danny Webb .... Grey Wolfmeyer, o marido de Terry.
- Magdalena Manville .... Darlene
- Suzanne Bertish .... Gina
- David Firth .... David Sr.
- Rod Woodruff .... Dean Reiner
- Stephen Greif .... médico de Emily.
- Arthur Penhallow .... ele mesmo

## Produção
Mike Binder declarou que o personagem de Kevin Costner é uma mescla dos jogadores de beisebol Denny McLain e Kirk Gibson. Mike Binder escreveu o roteiro especialmente para dar a Joan Allen o papel da protagonista.
De acordo com os créditos finais e a seção recursos especiais do DVD, a maior parte do filme foi filmado no Ealing Studios, em Londres. Parte foi filmado em Bloomfield Hills, Michigan, um subúrbio rico de Detroit.
Denny Davies, o personagem de Costner, é referenciado por ter se retirado do Detroit Tigers vários anos antes. Várias imagens estáticas de Costner do filme For Love of the Game, no qual ele interpretou um jogador do Detroit Tigers chamado Billy Chapel, são usados como cartazes em estúdio de rádio de Davies.

## Recepção
O filme tem um índice de aprovação de 74% no Rotten Tomatoes com base em 164 opiniões (121 positivos, 43 negativo).

## Principais prêmios e indicações
San Francisco Film Critics Circle 2005 (EUA)
- Kevin Costner recebeu o prêmio na categoria de Melhor Ator Coadjuvante.

San Diego Film Critics Society Awards 2005 (EUA)
- Joan Allen recebeu o prêmio na categoria de Melhor Atriz.

Chicago Film Critics Association Awards 2006 (EUA)
- Joan Allen recebeu o prêmio na categoria de Melhor Atriz.

Washington DC Area Film Critics Association Awards 2005 (EUA)
- Joan Allen foi indicada na categoria de Melhor Atriz.